# 大阪市立安立小学校
大阪市立安立小学校（おおさかしりつ あんりゅう しょうがっこう）は、大阪府大阪市住之江区にある公立小学校。

## 沿革
学校所在地周辺の住之江区安立地区（旧東成郡安立町）では明治時代初期から中期にかけては独自の小学校をもたず、近隣の東成郡墨江村（現在の住吉区墨江・遠里小野など）・東成郡住吉村（現在の住吉区帝塚山・大領・住吉など）と共同で墨江村に墨江尋常小学校（現在の大阪市立墨江小学校）を設置し、町の児童は墨江小学校に通学していた。
その後各町村ごとに小学校を設置する気運が高まり、墨江尋常小学校より分離する形で、1910年6月に東成郡安立尋常小学校として創立した。その後安立町は1925年に大阪市に編入され、それに伴い小学校も大阪市立となった。
1941年の国民学校令により大阪市安立国民学校となった。
太平洋戦争の戦局悪化に伴い大阪市の国民学校では学童疎開を実施することになった。縁故疎開に頼らない生徒は学校単位での集団疎開を実施することになり、各行政区ごとに行き先の府県が割り当てられた。当時の住吉区では大阪府泉州地域が疎開先として指定され、安立国民学校の児童は泉大津市および泉北郡忠岡町へと疎開した。さらに1945年には集団疎開の第二次対象者が泉北郡和泉町（現在の和泉市）へと疎開した。
1945年3月13日の第一次大阪大空襲では、校舎が全焼する被害を受けている。
学制改革により、1947年に大阪市立安立小学校となった。2000年には大阪市立清江小学校の設置により、従来の校区の一部を清江小学校および大阪市立住之江小学校の校区へ変更している。

### 年表
- 1910年6月 - 東成郡安立尋常高等小学校として創立。
- 1925年4月1日 - 安立町が大阪市に編入したことに伴い、大阪市安立尋常高等小学校と改称。
- 1941年4月1日 - 国民学校令により、大阪市安立国民学校と改称。
- 1944年8月 - 学童集団疎開を実施。
- 1945年3月 - 大阪大空襲により校舎被災。
- 1947年4月 - 学制改革により、大阪市立安立小学校と改称。
- 1950年9月 - ジェーン台風で校舎被災。
- 1985年2月 - 大阪市教育委員会から体育科の研究校に指定され、研究発表を実施。
- 1985年7月 - 奈良県吉野郡十津川村立上野地小学校と姉妹校協定を締結。
- 1992年4月 - 大阪市教育委員会から図画工作科の研究校に指定され、研究発表を実施。
- 2000年4月 - 校区を再編。従来の校区の一部を、大阪市立清江小学校（新設）および大阪市立住之江小学校の校区へ分離。

## 通学区域
- 大阪市住之江区 安立1-4丁目、住之江1-3丁目、西住之江1-4丁目、浜口東2-3丁目。

卒業生は大阪市立住之江中学校に進学する。

## 交通
- 南海本線 住ノ江駅 東へ約50m。
- 阪堺電気軌道阪堺線 安立町停留場 南西へ約250m。
- 南海高野線 沢ノ町駅 南西へ約900m。

## 出身著名人
- 板尾創路 - タレント
- 高野伸生 - 大阪市会議長